# Tégénaire des champs
Eratigena agrestis
Espèce
Synonymes
- Aranea agrestis Walckenaer, 1802
- Tegenaria agrestis (Walckenaer, 1802)
- Tegenaria rhaetica Thorell, 1875
- Tegenaria magnacava Exline, 1936
- Tegenaria osellai Brignoli, 1971
- Tegenaria trinacriae Brignoli, 1971

Eratigena agrestis anciennement Tegenaria agrestis, la Tégénaire des champs, est une espèce d'araignées aranéomorphes de la famille des Agelenidae.

## Répartition et habitat
Cette tégénaire se rencontre en Europe et en Asie centrale. Espèce introduite d'Europe en Amérique du Nord dans un port près de Seattle au début des années 1900, elle a étendu son territoire dans le nord-ouest des États-Unis et du Canada. Elle y est nommée « Hobo spider » (araignée vagabonde), ou encore « Agressive house spider » (araignée domestique agressive).
Les pelouses buissonnantes (friche industrielle, milieux rudéraux et talus des voies de chemin de fer) sont l'habitat courant de cette araignée. Elle est devenue synanthrope mais n'est pas observée couramment dans les maisons.

## Description

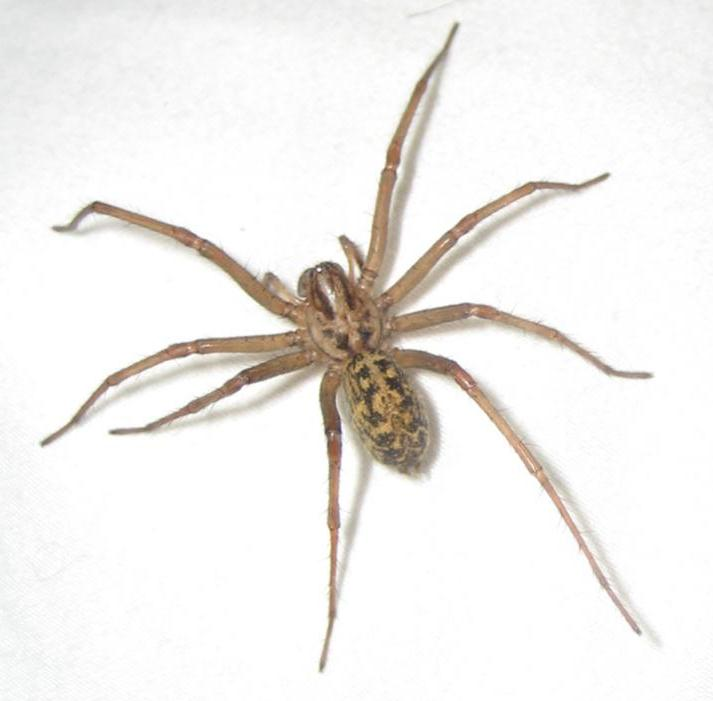
Eratigena agrestis

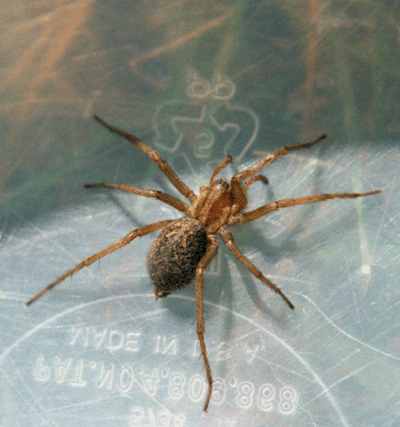
Eratigena agrestis

La taille du corps n'excède pas 9,5 à 16,5 mm chez la femelle adulte pour 7 à 13,5 mm chez le mâle.
Le sternum de cette espèce est particulièrement caractéristique avec une large bande médiane qui se rétrécit fortement à l'extrémité postérieure.  Par ailleurs, ses pattes sont plus claires que celles de sa cousine Tegenaria domestica.
Elle est une proie naturelle de Tegenaria parietina et, dans une moindre mesure, de Tegenaria atrica qui sont courantes dans les foyers d'Europe du Nord. Elle n'est pas une hôte habituelle des maisons.

## Venin
Considérée comme totalement inoffensive en Europe, cette espèce est pourtant soupçonnée de pouvoir s'attaquer à l'homme aux États-Unis. Dans l'imaginaire collectif, sa morsure provoquerait ainsi des nécroses tissulaires, souvent accompagnées d'autres symptômes (nausées, maux de tête résistant à l'aspirine…),  pathologie connue sous le nom de tégénarisme,. Cependant, il s'agit bien de la même espèce E. agrestis sur les deux continents ; et si le venin de la femelle est effectivement plus puissant que celui du mâle, il n'y a aucune différence en fonction de la provenance de l'araignée. L'injection sous-cutanée de venin ne provoque d'ailleurs pas de nécrose.
Aucun article scientifique ni médical ne recense de morsure directe de tégénaire, l'araignée étant accusée a posteriori du fait de sa simple présence dans la maison du patient. Les cas de tégénarisme sont rapportés par la presse qui verse dans le sensationnalisme. 

De façon plus surprenante encore, des envenimations nécrosantes de la peau ont parfois été attribuées à des morsures de Tegenaria agrestis dans des zones où l'araignée n'a jamais été observée alors que les causes possibles de dermatites sont nombreuses (virus, champignons, eczéma, maladie de Lyme...) ,. Un cas suspect a été documenté : une patiente a senti une douleur à la jambe, a retrouvé un cadavre de Tegenaria agrestis dans ses vêtements, et a développé un œdème à la jambe. Mais les analyses médicales ont révélé que la patiente souffrait en fait d'une thrombophlébite.
Enfin, Eratigena agrestis ne se montre pas agressive, même menacée ou acculée.
Pour ces multiples raisons, cette araignée, comme ses cousines Tegenaria domestica ou Eratigena atrica, est considérée d'un point de vue scientifique comme totalement inoffensive pour l'homme.

## Systématique et taxinomie
En 2013 cette espèce a été déplacée du genre Tegenaria au genre Eratigena avec les tégénaires géantes.

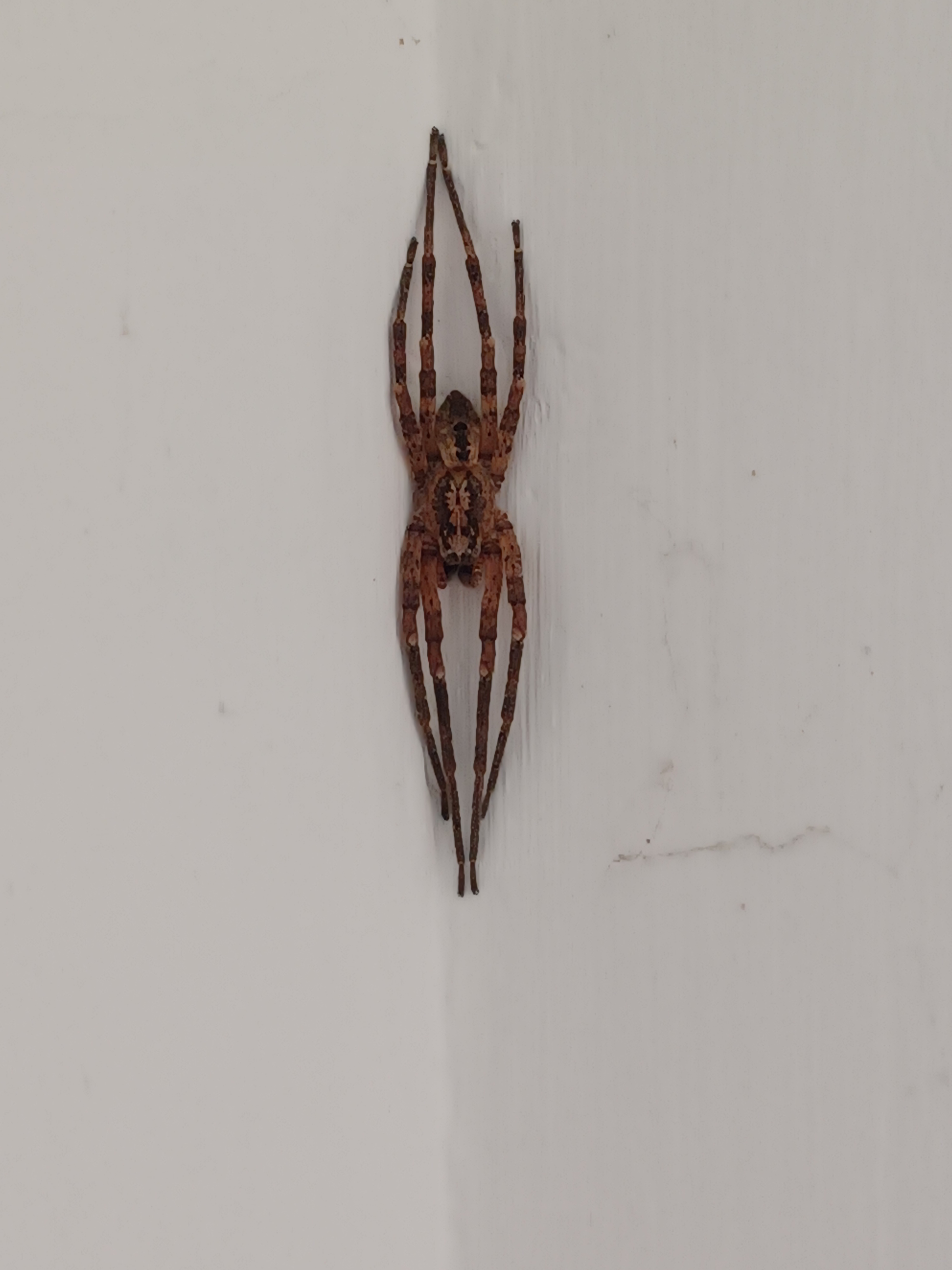
Zoropse

## Publications
- Walckenaer, 1802 : Faune parisienne. Insectes. ou Histoire abrégée des insectes des environs de Paris. Paris, vol. 2, p. 187-250.
- (en) Akre RD, Myhre EA., « Biology and medical importance of the aggressive house spider, Tegenaria agrestis, in the Pacific Northwest (Arachnida: Araneae: Agelenidae) », Melanderia, vol. 47, no 1,‎ 1991, p. 1–30